# U.S. Cellular
Die United States Cellular Corporation, oder kurz U.S. Cellular, ist ein US-amerikanisches Mobilfunkunternehmen. Mit 5 Mio. Kunden ist es im US-Mobilfunkmarkt nach Kundenzahlen einer der größten Wettbewerber in den Vereinigten Staaten zusammen mit AT&T Wireless, T-Mobile US und Verizon Wireless.
Gegenwärtig betreibt U.S. Cellular ein CDMA2000-Mobilfunknetz in 126 regionalen Märkten in 26 US-Bundesstaaten, wobei der geografische Schwerpunkt hauptsächlich im Nordwesten, mittleren Westen und im Nordosten der USA liegt. Über Roaming-Abkommen mit anderen Netzbetreibern stehen die angebotenen Dienstleistungen den Kunden in den ganzen USA und international zur Verfügung.
Seit seiner Gründung im Jahre 1983 betrieb das Unternehmen ein AMPS-Mobilfunknetz. Bis zum Jahre 2002, als der Umstieg auf die CDMA-Technologie eingeleitet wurde, wuchs die Kundenzahl (auch durch Akquisition kleinerer örtlicher Mobilfunknetzbetreiber) auf 4 Mio. an. Ab 2009 erfolgte die Aufrüstung des CDMA-Netzes mit dem EV-DO-Standard, der schnellere Datenübertragungen ermöglicht. LTE steht den Nutzern fast flächendeckend zur Verfügung.
Das Unternehmen gehört zu 83 % dem Konzern Telephone and Data Systems. Dieser betrieb in den 90er-Jahren, als der US-Mobilfunkmarkt stark fragmentiert war, unter dem Namen „Aerial Communications“ auch ein GSM-Netz, welches letztlich jedoch an Voicestream (das Vorgängerunternehmen von T-Mobile USA) veräußert wurde.
2013 übernahm die Sprint Corporation Teile von U.S. Cellular.
Im Juli 2025 genehmigte die FCC als letzte Behörde die Übernahme durch T-Mobile US. Die Transaktion ist noch nicht abgeschlossen.